# Década de 10
Séculos: (Século I a.C. - Século I - Século II)
Décadas: 30 a.C. 20 a.C. 10 a.C. 0 a.C. 0 10 20 30 40 50 60
Anos: 10 11 12 13 14 15 16 17 18 19